# Јозеф Војта
Јозеф Војта (чеш. Josef Vojta; Плзен, 19. април 1935 — 6. март 2023) био је чешки фудбалер и чехословачки репрезентативац. Освајач је бронзане медаље на Европском првенству у фудбалу 1960. и сребрне медаље на Љетњим олимпијским играма 1964. у Јапану.

## Каријера
Фудбалску каријеру започео је у омладинским категоријама ФК Усти на Лаби. У дебитаској сезони у првој лиги Чехословачке 1957/58 одиграо је 22 меча и постигао један го. Са Спартом из Прага је два пута освојио првенство 1965. и 1967 и једном Куп Чехословачке (1964). Са Спартом је два пута био у четвртфиналу Купа европских шампиона, а освојио је и Митропа куп 1964.
За репрезентацију Чехословачке дебитовао је у мају 1960. године и одиграо је седам утакмица. Није учествовао на Свјетском првенству у фудбалу 1962. у Чилеу због велике конкуренције. На Љетњим олимпијским играма 1964. постигао је три гола што је помогло репрезентацији да освоји сребрену медаљу, након што су поражени од Мађарске у финалу са 2:1. Посљедњу утакмицу за национални тим одиграо је 18. маја 1966. године против СССР-а. Био је познат по својој свестраности јер је могао да игра на свим позицијама од одбране до напада као и по својој "жилавости". По одласку из ФК Спарта Праг играо је за клубове ФК Хомутов, ФК Метеор Праг, ФК Мјелњик.

## Лигашки учинак
| Сезона                       | Утакмица | Голова | Клуб                  |
| ---------------------------- | -------- | ------ | --------------------- |
| 1. чехословачка лига 1956    | 1        | 0      | ЧХ Братислава         |
| 1. чехословачка лига 1957/58 | 22       | 1      | ФК Црвена звезда Брно |
| 1. чехословачка лига 1958/59 | 26       | 4      | ФК Усти на Лаби       |
| 1. чехословачка лига 1959/60 | 12       | 4      | ФК Спарта Праг        |
| 1. чехословачка лига 1960/61 | 15       | 2      | ФК Спарта Праг        |
| 1. чехословачка лига 1961/62 | 12       | 7      | ФК Спарта Праг        |
| 1. чехословачка лига 1962/63 | 20       | 2      | ФК Спарта Праг        |
| 1. чехословачка лига 1963/64 | 16       | 1      | ФК Спарта Праг        |
| 1. чехословачка лига 1964/65 | 16       | 1      | ФК Спарта Праг        |
| 1. чехословачка лига 1965/66 | 22       | 0      | ФК Спарта Праг        |
| 1. чехословачка лига 1966/67 | 24       | 1      | ФК Спарта Праг        |
| 1. чехословачка лига 1967/68 | 10       | 0      | ФК Спарта Праг        |
| УКУПНО                       | 196      | 24     |                       |